# NGC 1929
NGC 1929 је емисиона маглина у сазвежђу Златна риба која се налази на NGC листи објеката дубоког неба.
Деклинација објекта је - 67° 54' 48" а ректасцензија 5h 21m 37,0s. Привидна величина (магнитуда) објекта NGC 1929 износи 11,9. NGC 1929 је још познат и под ознакама ESO 56-EN107.